# Karjanha
Karjanha – gaun wikas samiti we wschodniej części Nepalu w strefie Sagarmatha w dystrykcie Siraha. Według nepalskiego spisu powszechnego z 2001 roku liczył on 1149 gospodarstw domowych i 6221 mieszkańców (2734 kobiet i 3487 mężczyzn).